# 郑州清真寺
郑州清真寺位于河南省郑州市管城回族区清真寺街，始建于明朝，现存大门、望月楼及大拜殿等建筑建于清朝中叶以后。该寺为郑州市设立最早、规模最大的伊斯兰教礼拜场所，因其位于北大街附近，又称“北大清真寺”或“北大寺”。郑州清真寺于2006年被列入河南省文物保护单位，2013年3月被列入第七批全国重点文物保护单位。

## 历史
郑州清真寺最初设立于明朝时期，据寺内乾隆二十六年（1761年）的碑文记载：“由明以迄大清数百年，掌教者有三师”。清乾隆十九年（1754年）和四十七年（1782年）曾两次重修。1983年由河南省古代建筑保护研究所重新整修。

## 建筑布局
郑州清真寺为以中国传统的建筑形式建成的清真寺，坐西向东，现存大门、望月楼和大拜殿等建筑。清真寺大门面阔三间，进深两间，为单檐歇山式建筑，脊上浮雕莲花。望月楼又名唤醒楼，是清真寺中特有的建筑，为阿訇观月、宣讲经书和斋戒之用。望月楼平面呈正方形，上下两层，为重檐歇山楼阁式建筑，面积约49平方米。瓦顶及山面饰黄绿二色琉璃瓦花纹和悬鱼博风，脊上雕饰莲花，下檐用一斗二升加麻叶头斗拱，上檐置单昂三踩斗拱，转角用重昂把臂厢拱。周围用石柱12根，10根小八角形，2根四方形。前4根用汉文刻对联2幅，后4根用阿拉伯文刻对联2幅。前檐悬有竖匾“望月楼”，后檐扇形匾书“远睹西域”，中槛上方挂“正教昌明”大匾1块，为清光绪二十一年（1895年）福建水师提督杨岐珍书。望月楼两侧各有硬山单坡式掖门，门前面饰砖雕垂柱、雀将、门簪及汉文对联等。
大拜殿为清真寺的主体建筑，面阔5间，由卷棚、前殿、后殿和庑殿式后窖。4座殿宇前后相连，组合一处，为勾连搭式。殿顶用琉璃瓦和灰瓦，脊上浮雕花草纹饰。卷棚用4根石柱，为小八角形，上刻阿拉伯文对联．殿内有光绪年间所置阿拉伯文横匾。拜殿前两侧是讲堂和硬山单坡式掖门，并有陪房、沐浴室等。